# Tour franque
La tour franque (en grec moderne : Φραγκικός Πύργος) est une tour médiévale construite sur le site de l'acropole d'Athènes par les Francs, faisant partie du palais des ducs d'Athènes.

## Localisation et description
La tour était située à l'angle ouest de l'Acropole, à côté des Propylées, mais ne communiquait probablement pas directement avec eux. Des tableaux et photographies du XIXe siècle montrent l'entrée en surface, sur la face orientale de la tour, au niveau du deuxième étage, à environ 6 mètres au-dessus de l'architrave des Propylées. Des sources littéraires attestent que la porte était accessible par un escalier extérieur en bois,. D'autre part, certaines photographies montrent une entrée de plain-pied sur le côté ouest, ce qui signifie que la partie inférieure de la tour était probablement séparée de la partie supérieure et qu'elle a pu servir de prison ou d'entrepôt.
La tour était construite en pierre provenant des carrières de Pentélique et du Pirée, en utilisant en grande partie de matériaux provenant des bâtiments antiques de l'Acropole. Elle était de forme carrée, longue de 8,7 mètres et large de 7,8 mètres, tandis que ses murs avaient une épaisseur de 1,75 mètre à leur base. D'une hauteur de 26 mètres, son sommet, accessible par un escalier en bois, offrait une vue imprenable sur la plaine centrale de l'Attique et les montagnes environnantes. Le côté nord de la tour comportait une tourelle au sommet de laquelle il était possible « d'allumer des feux de balise qui seraient visibles depuis l'Acrocorinthe »,. D'anciens croquis de la fin du XVIIe siècle montrent également que la tour était crénelée,.

## Historique

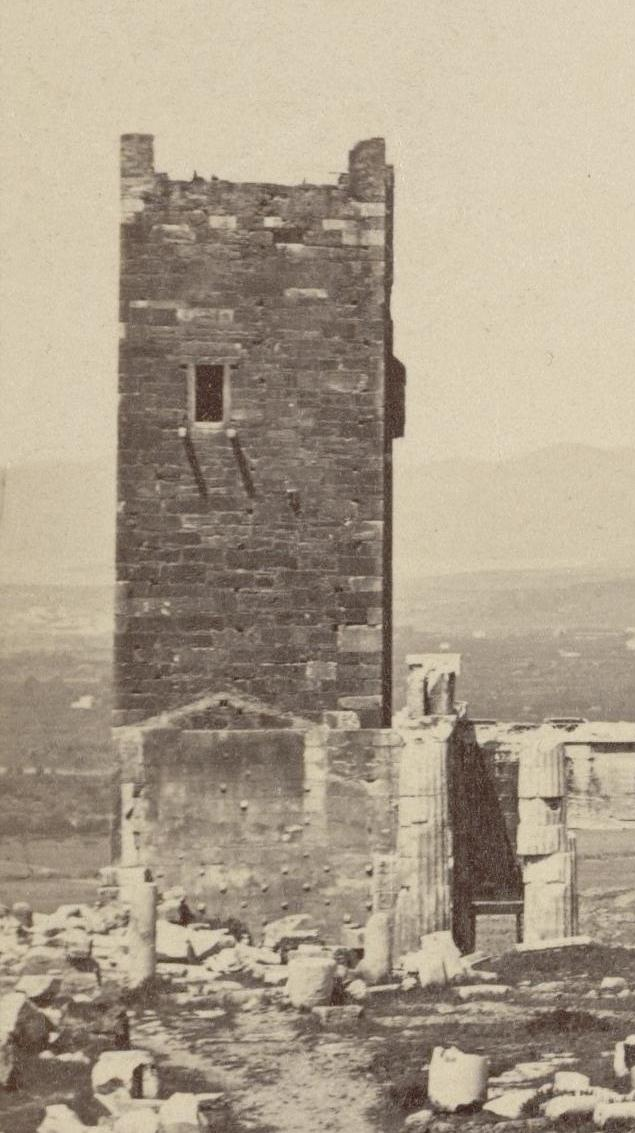
Vue rapprochée de la tour.

La date de construction est incertaine et, en raison de sa démolition, il est désormais impossible de la reconstituer avec certitude. La construction est généralement attribuée à la famille Acciaiuoli, qui règne sur le duché d'Athènes de 1388 jusqu'à sa chute face à l'Empire ottoman en 1458, étant donné que c'est elle qui convertit le complexe des Propylées en un palais,. Cependant, selon le médiéviste Peter Lock, la construction de la tour « peut également être attribuée » à la première dynastie des ducs francs d'Athènes, les de la Roche du XIIIe siècle, qui possèdent également une résidence sur le site, dont aucun détail n'est connu.
La tour est peut-être à l'origine de la « grete tour » du palais du duc d'Athènes, où Palamon est emprisonné dans Le Conte du chevalier de Chaucer. Sous la domination ottomane, la tour - connue localement sous le nom de Goulás ou Koulás (grec moderne : Γουλάς/Κουλάς, du turc kule, signifiant « tour ») - sert de salière et de prison. Au commencement de la guerre d'indépendance grecque en 1821, douze notables athéniens y sont emprisonnés comme otages par les autorités ottomanes, dont neuf sont exécutés lors du siège de l'Acropole par les rebelles grecs en 1821-1822 et trois parviennent à s'échapper En 1825, le chef militaire grec Odysséas Androútsos est emprisonné dans la tour par ses rivaux politiques, torturé et finalement tué,.

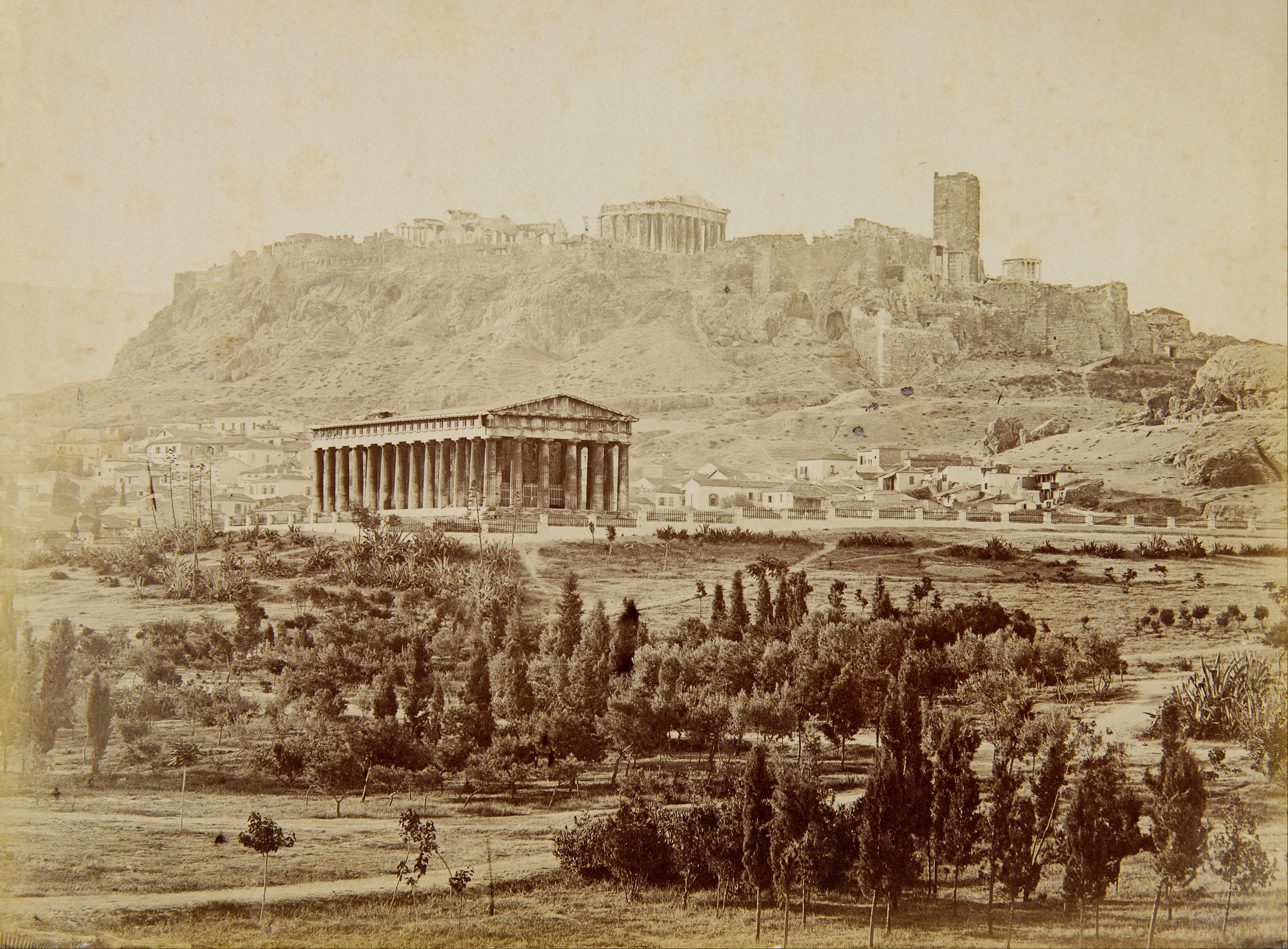
(1832–1898), Le Théséion et l'Acropole, avec la tour franque, 1870. Archives photographiques, musée Benaki.

La tour est démolie en 1874,, dans le cadre d'un vaste projet de démolition de tous bâtiments post-classiques présents sur le site de l'Acropole, projet initié et financé par Heinrich Schliemann. La démolition d'une telle « partie intégrante de l'horizon athénien » (Théophile Gautier) suscite à l'époque de nombreuses critiques. Les travaux débutent le 2 juillet, sur fond de grande publicité organisée par Schliemann, mais quelques jours plus tard, la démolition est arrêtée sur ordre du roi Georges Ier, ce qui pousse Schliemann à écrire une lettre de protestation indignée au roi. Malgré l'opposition de ce dernier, la tour est finalement démolie. L'éminent historien de la Grèce franque William Miller qualifie plus tard cette démolition d'« acte de vandalisme indigne d'un peuple imprégné du sens de la continuité de l'histoire », ainsi que de « barbarie pédantesque ».